# Kaiser Wilhelm (baseball)
Irvin Key Wilhelm, dit Kaiser Wilhelm, est un joueur de baseball américain né le 26 janvier 1874 et mort le 22 mai 1936. Il a évolué, tant dans les ligues majeures que dans les ligues mineures de baseball, au poste de lanceur puis comme gérant. 
Entre 1903 et 1914, il a joué successivement pour les Pirates de Pittsburgh, les Beaneaters de Boston, les Superbas de Brooklyn et les Terrapins de Baltimore. Après 1914, Kaiser Wilhelm a été à la fois joueur, gérant et recruteur dans les ligues mineures. En 1921, il devient gérant des Phillies de Philadelphie et joue au poste de lanceur à quatre reprises pour l'équipe.
Les performances historiques de Wilhelm au poste de lanceur - il détient le record des ligues mineures du nombre de manches consécutives sans point concédé à l'équipe adverse, au nombre de 59 - ont été ignorées des instances dirigeantes du baseball durant 97 ans. C'est seulement en 2004, deux jours suivant le record de Brad Thompson du nombre de manches consécutives sans point des ligues mineures, que la performance de Wilhelm refait surface. Le New York Times rapporte ainsi, en date du 21 mai 2004, qu'un historien du baseball aurait découvert trois manches sans point supplémentaires, consécutives à sa série de 56, complètement ignorées des documents officiels. Wilhelm détenait toujours, en 2013, ce record.